# Putimov
Putimov település Csehországban, a Pelhřimovi járásban. Putimov Proseč pod Křemešníkem, Pelhřimov, Olešná és Pavlov településekkel határos. Lakosainak száma 283 fő (2024. január 1.).

## Népesség
A település lakosságának változását az alábbi diagram mutatja:
| Lakosok száma | 264  | 249  | 281  | 167  | 166  | 260  | 271  | 277  | 266  | 283  |
|               | 1869 | 1900 | 1921 | 1961 | 1980 | 2011 | 2016 | 2019 | 2021 | 2024 |